# Ataque cibernético contra a Sony Pictures em 2014

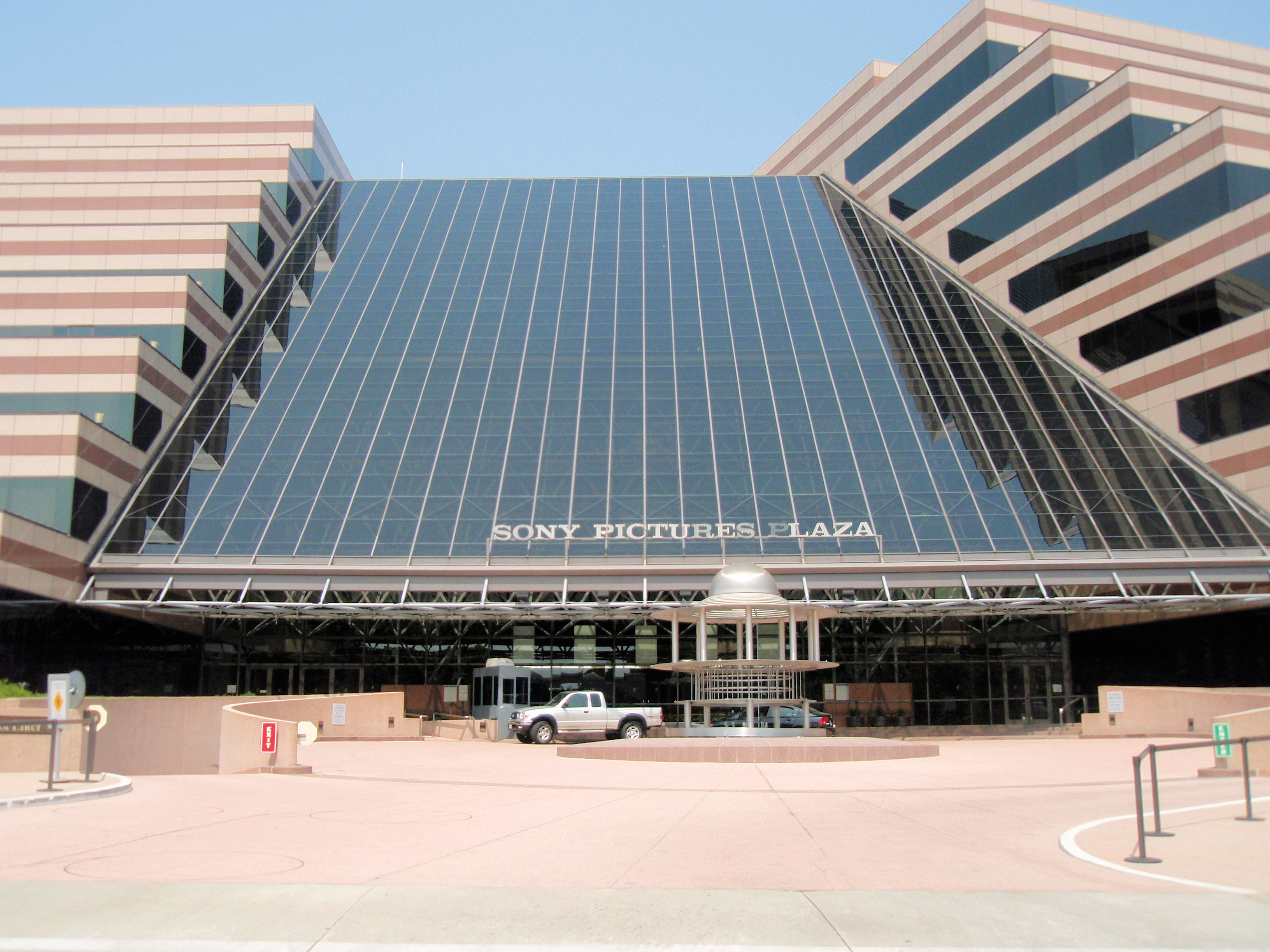
A sede da Sony Pictures em Culver City, Califórnia, Estados Unidos

Em 24 de novembro de 2014, um grupo de hackers que se identificou como “Guardiões da Paz” vazou uma divulgação de dados confidenciais do estúdio cinematográfico Sony Pictures Entertainment (SPE). Os dados incluíam informações pessoais sobre funcionários da Sony Pictures e suas famílias, e-mails entre funcionários, informações sobre salários de executivos da empresa, cópias de filmes inéditos, planos para futuros filmes, roteiros de determinados filmes e outras informações. Os perpetradores então empregaram uma variante do malware Shamoon para apagar a infraestrutura de computadores da Sony.
Durante o hack, o grupo exigiu que a Sony retirasse seu próximo filme The Interview, estrelado por James Franco como repórter e Seth Rogen (que também escreveu, produziu e dirigiu o filme ao lado de seu parceiro criativo Evan Goldberg) como seu produtor que, na história do filme, é contratado pelos governos dos Estados Unidos e da Coreia do Sul para marcar uma entrevista com o líder norte-coreano Kim Jong-un como parte de uma conspiração para assassiná-lo. O grupo também fez ameaças de ataques terroristas nos cinemas que exibiam o filme. Depois que muitas grandes redes de cinema dos EUA optaram por não exibir The Interview em resposta a essas ameaças, a Sony optou por cancelar a estreia formal e o lançamento convencional do filme, optando por pular diretamente para um lançamento digital para download seguido por um lançamento limitado nos cinemas no dia seguinte.
Autoridades de inteligência dos Estados Unidos, após avaliarem o software, as técnicas e as fontes de rede utilizadas no hack, concluíram que o ataque foi patrocinado pelo governo da Coreia do Norte, que desde então negou qualquer responsabilidade.